# Blanca Calvo Moraza
Blanca Calvo Moraza (Orense, ? – Orense, 31 de diciembre de 1939) fue una maestra, periodista y escritora española.

## Trayectoria
Hija de Protasia Moraza Berroeta y de Juan Calvo, su madre fue parte de la Junta Local de Primera Instrucción de Orense. Tenía tres hermanas Carmen, Delia y Estrella, y un hermano llamado Juan Alejandro.
El 13 de diciembre de 1920 fundó con Manuel Baltar la Escuela Obrera de la Inmaculada, dirigida a mujeres adultas para que se alfabetizaran y adquirieran conocimientos y cultura. Posteriormente, durante la dictadura de Primo de Rivera fue concejala en Orense, junto a María Amor Rolan, en junio de 1925, siendo las primeras mujeres en ocupar un puesto en el pleno del ayuntamiento cuando se permitió su acceso para realizar algunas funciones de caridad y asistencia social.
Además de su labor como educadora y pedagoga, fue presidenta de la organización seglar Acción Católica de la Mujer en 1935. Como representante de esta organización, pronunció discursos como "La mujer en el hogar", en el que defendía a la mujer religiosa y virtuosa destinada a la vida doméstica, pero también reconocía como algo positivo de los nuevos tiempos que las mujeres pudieran participar en la vida pública, así como en los negocios y en el comercio.
Después, durante la dictadura de Francisco Franco fue presidenta de la Unión Diocesana de la Confederación de Mujeres Católicas de Orense.[cita requerida]
Como periodista y escritora, Calvo colaboró en periódicos como La Región, La Libertad, El Compostelano, El Eco de Santiago y Vallibria.

## Obra
- 1924 – La escuela de la vida,
- 1929 – Bajo el reinado de ellas. Comedia futurista en dos actos, que después publicó en folletín en La Zarpa.[7]